# آرمن پتیکیان
آرمن پتیکیان (ارمنی: Արմեն Պետիկյան؛ زادهٔ ۱۹ فوریهٔ ۱۹۷۲) بازیکن فوتبال در پست مدافع اهل ارمنستان است.

## باشگاهی
از باشگاه‌هایی که در آن بازی کرده‌است می‌توان به باشگاه فوتبال میکا، باشگاه فوتبال هومنمن بیروت و باشگاه فوتبال ایروان اشاره کرد.

## تیم ملی
وی در تیم ملی فوتبال تیم ملی فوتبال ارمنستان بازی کرده‌است. پتیکیان نخستین بازی ملی خود را که یک بازی دوستانه بود در تاریخ ۹ ژانویه ۲۰۰۰ در لس آنجلس در مقابل تیم ملی فوتبال گواتمالا انجام داد.